# Cária

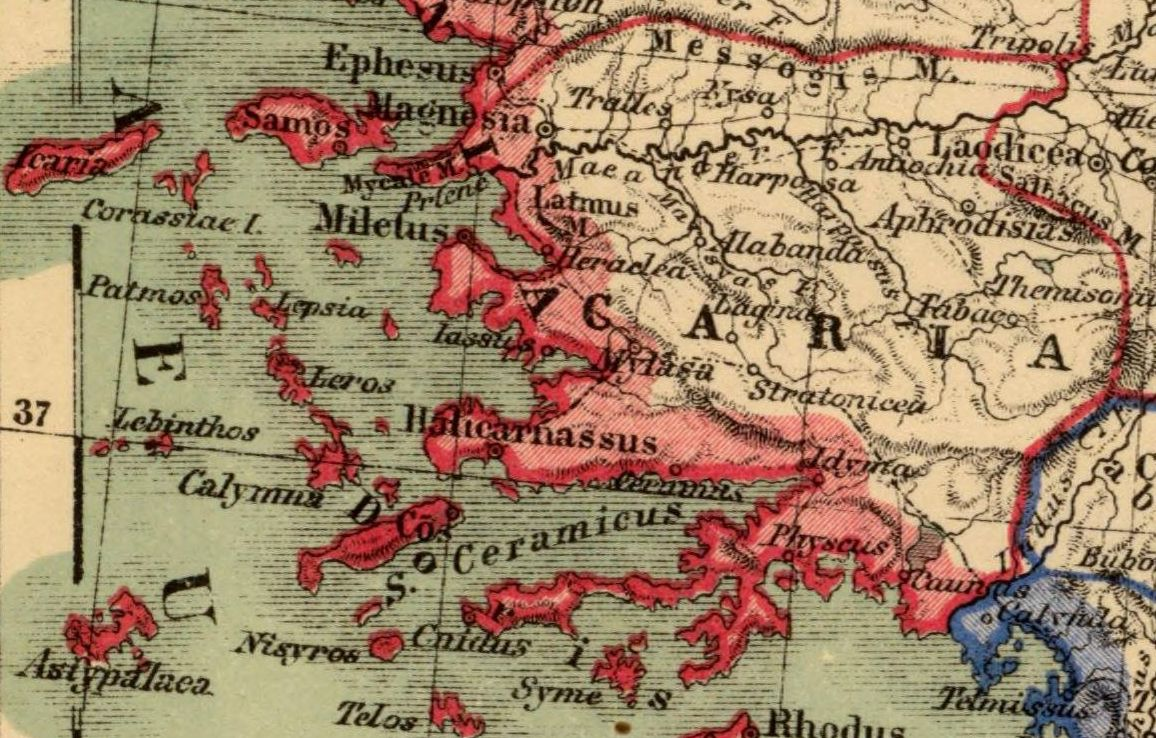
A região clássica da Cária num mapa de 1903

Cária (do luvita Karuwa - "terra íngreme"; em grego antigo: Καρία - Karia) era uma região no oeste da antiga Ásia Menor (Anatólia) que se estendia ao longo da costa da Jônia, de Mícale (Mykale) para o sul até a Lícia e para o leste até a Frígia. Os gregos jônios e dórios colonizaram a porção ocidental da Cária e se juntaram à população nativa para formar estados de matiz grega na região. Os epônimos habitantes nativos da região eram conhecidos como "cários" e Heródoto os descreve como sendo de ascendência minoica. Eles falavam uma língua do grupo anatólico conhecida como cário, que não necessariamente reflete uma origem geográfica, pois os anatólios podem um dia terem estado dispersos. Muito próximos dos cários eram os léleges, um termo que pode ser um nome antigo para os cários ou um para um povo que os precedeu na região e continuou a existir como parte da sociedade cária, supostamente com um status menor.

## Geografia

Cidades cárias em branco. Esta mapa mostra os rios e a costa como estão hoje, uma situação diferente do passado na época do cários, principalmente em Mileto, Heracleia no Latmos e Myus, que estavam na margem sul de um golfo, e Priene, na norte (vide mapa abaixo); o rio Meandro desde então preencheu completamente o golfo com sedimentos. Adicionalmente, as cidades de Telmesso, Mileto e Calinda nem sempre eram consideradas como parte da Cária.

Evolução da sedimentação do Golfo de Mileto pelo rio Meandro.

### Cidades e povoações da Cária
O catálogo detalhado de Cramer sobre as cidades cárias da Grécia Clássica utilizado aqui baseia-se inteiramente em fontes antigas.

### Costa
A costa da Cária começa com Dídimos, ao sul de Mileto. Ao sul dela está o Jássico Sino (Iassicus Sinus; Golfo de Güllük) e as cidades de Iasos e Bargília, apresentando nome alternativo de Bargilêtico Sino (Bargyleticus Sinus) para o golfo, e, próximo dali, Cíndie (Cindye), que os cários chamavam de Andano (Andanus). Depois de Bargília está Carianda (Caryanda/Caryinda) e, depois, já na península de Bodrum, Mindo (Myndus, Mentecha ou Muntecha), a noventa quilômetros de Mileto. Nas redondezas está Naziando, cuja localização exata é desconhecida.
Na ponta da península (cabo Termério; Termerium) está Termera (Telmera ou Termereia) e, do outro lado, Cerâmico Sino (Ceramicus Sinus; Golfo de Gökova). Ele "estava antigamente apinhado com várias cidades" Halicarnasso, uma cidade dória, foi fundada entre seis cidades cárias: Tégela (Theagela), Sibde, Medmasa, Eurânio (Euranium), Pedasa/Pedaso (Pedasum) e Telmisso (Telmissus). Estas, mais Mindo e Siângela (Syangela; Syagela ou Souagela) formam um grupo de oito cidades léleges. Também na costa norte do Cerâmico Sino estão Ceramo e Bargaso.
Ao sul do golfo está o Quersoneso na Cária (Cabo Krio ou Triopium), também chamado de Dóris em homenagem à colônia dória de Cnido. Na base da península (Península de Datça) está Biabasso (Byabassus/Bybasturs), de onde um nome mais antigo, "Quersoneso Bibássia", deriva. Em seguida estavam Acanto (Acanthus) e Dulópolis (Doulopolis; "cidade escrava").
Ao sul do Quersoneso está o Dórides Sino (Doridis Sinus), o "golfo de Dóris" (golfo de Symi), o local de uma confederação dórica. Há três baías neste golfo, Bubássio (Bubassius), Tímnias (Thymnias) e Escoeno (Schoenus), com a cidade de Hida (Hyda) nesta última. Em algum lugar ali estava também Eutene/Eutane (Euthene), Piteu (Pitaeum) e uma ilha, Elaeus (ou Elaeussa), perto de Lórima (Loryma/Larymna). Na costa sul estava o promontório de Cinossema (Cynossema), do outro lado do Dórides Sino.
Continuando para o sul estava Pereia (Perea), uma seção da costa dominada por Rodes. A região incluía Lórima, na baía de Oedimo (Oedimus), Gelos, Tisanusa, o promontório de Parídio (Paridion, Panydon ou Pandion; cabo Marmorice), onde estavam Físico (Physicus), Amos e Fisca/Fisco (Physca/Physcus), também chamada de Cressa (Marmaris). Adiante está o rio Cálbis (Dalyan) e, do outro lado, está Cauno (Caunus, perto do Dalyan), com Písilis (Pisilis/Pilisis) e Pirnos (Pyrnos) entre eles.
Seguem então cidades que alguns autores já localizam na Lídia e alguns na Cária: Calinda (Calynda), no rio Indo; Cria (Crya) ou Cária (Carya) ou Cárisis (Carysis) ou Cari e Alina, no golfo de Glauco (golfo de Fethiye), e o rio Glauco além da fronteira. Outras cidades cárias no golfo eram Clidas (Clydae) ou Lidas (Lydae) e Eno (Aenus).

### Interior
Na base da extremidade oriental do Latmos, perto de Selimiye, estava o distrito de Euromos (Euromus) ou Eurome, possivelmente Europo (Europus), chamado antes de Idrieu (Idrieus) e Crisáoris (Chrysaoris; Estratoniceia), aparentemente o centro étnico da Cária não-helênica. O nome "Crisáoris" já foi uma referência à toda a Cária; além disso, Euromos foi originalmente povoada a partir da Lídia. Suas cidades eram Teurópolis, Plarassa e Crisáoris, que foram todas incorporadas depois por Milasa. Ligada a esta última por um caminho sagrado estava Labranda. À volta de Estratoniceia estava também Lagina ou Lacena (Lakena) e também Tendeba e Ástragon (Astragon).
Mais para o interior, na direção de Trales estava Alabanda, notável por seu mármore e seus escorpiões; Ortósia (Orthosia), Coscínia ou Coscino (Coscinus), no alto Meandro, Halidienses (Halydienses) e Alinda ou Alina. Na confluência do Meandro e do Harpaso (Harpasus) está Harpasa (Arpaz). Na confluência do Meandro e do Orsino (Orsinus), Córsimo/Córsino (Corsymus/Corsynus) está Antioquia no Meandro e no Orsino, nas montanhas, uma cidade fronteiriça com a Frígia, Gordiútico (Gordiutichos; "Forte Górdio"), perto de Geyre. Fundada pelos léleges e chamada Ninos (Ninoe), rebatizada depois de Megalópolis ("Cidade Grande"), e finalmente, Afrodísias, a capital da província romana da Cária.
Outras cidades no Orsino foram Timeles e Plarassa. Tabas esteve, em períodos variados, na Frígia, Lídia e na Cária e parece ter tido uma povoação de população mista. A Cária também abrigava as nascentes dos rios Indo, do Éria/Ério (Eriya/Eriyus) e do Tabúsio (Thabusion), na fronteira com o pequeno estado de Cibira.

## História

### Estados e populações pré-helênicas
O nome "Cária" aparece em diversas línguas primitivas: hitita (Carquija - um estado que era membro da Liga de Assua por volta de 1 250 a.C.), babilônio (Carsa), elamita e persa antigo (Curca). Tradicionalmente, a origem do nome seria o rei Car, um herói ancestral dos cários.

### Reino da Cária e a colonização grega

Império Aquemênida em ca. A satrapia da Cária aparece à esquerda, na parte mais ocidental da Anatólia.

O Reino da Cária emergiu como um reino neo-hitita por volta do século XI. A costa era parte da Hexápole Dórica ("seis cidades") depois que eles chegaram no final da Guerra de Troia na última e mais meridional das ondas migratórias gregas para a costa anatólia ocupando as antigas povoações micênicas como Cnido e Halicarnasso (moderna Bodrum), onde nasceu Heródoto, o famoso historiador grego, no século V a.C.
Porém, a colonização grega atingiu apenas a costa enquanto que o interior permaneceu sob controle cário e organizado em numerosas vilas e federações locais. A Ilíada relata que, na época da Guerra de Troia, a cidade de Mileto ainda estava sob controle cário e era aliada dos troianos.
Lemprière lembra que "como a Cária provavelmente era abundante em figueiras, uma espécie em particular recebeu o nome de 'Carica' e a expressão 'In Care periculum facere' foi utilizada proverbialmente para situações onde se corre perigo em busca de uma coisa de pouco valor". A região da Cária continua a ser uma importante região produtora de figos até hoje, respondendo por quase toda a produção da Turquia, que é o maior produtor mundial de figos.

### Província da Lídia
Durante a política expansionista do rei Creso (r. 560–546 a.C.), o Reino da Lídia incorporou a Cária por um breve período antes de ela mesma cair vítima do avanço do Império Aquemênida.

### Satrapia persa
A Cária foi em seguida incorporada pelo Império Aquemênida como uma satrapia em 545 a.C. A cidade mais importante era Halicarnasso, de onde reinavam os sátrapas. Outras grandes cidades eram Heracleia no Latmos, Antioquia, Mindo, Laodiceia no Lico (Denizli), Alinda e Alabanda. A Cária participou da Revolta Jônica 499−493 a.C. contra o domínio persa.
Durante a Segunda Invasão Persa da Grécia, os cários se aliaram a Xerxes I e lutaram em Artemísio e Salamina. Temístocles, antes das duas batalhas, tentou fazer com que jônios e cários atrapalhassem a coalizão persa. Ele pediu-lhes que se juntassem aos gregos ou que não participassem do combate e, se a compulsão fosse grande demais, que se revoltassem e, quando as batalhas se iniciassem, que fossem propositalmente preguiçosos. Plutarco, em sua obra "Vidas Paralelas", na "Vida de Temístocles", escreveu:
| “ | Fânias (Φαινίας) escreveu que a mãe de Temístocles não era trácia e sim cária e seu nome era Euterpe (Eυτέρπη); e Neantes (Νεάνθης) acrescenta que ela era de Halicarnasso na Cária. | ” |
|   | — Plutarco, Vidas Paralelas. |   |

Depois do fracasso da invasão persa à Grécia, as cidades da Cária passaram a fazer parte da Liga de Delos.
Halicarnasso era também onde estava localizado o famoso Mausoléu dedicado a Mausolo, um sátrapa da Cária entre 377 e 353 a.C., por sua esposa, Artemísia. O monumento tornou-se uma das Sete maravilhas do mundo e seu nome foi emprestado pelos romanos para designar qualquer túmulo grandioso (mausoleum, de onde vem o português "mausoléu").

### Domínio macedônio
A Cária foi conquistada por Alexandre, o Grande, da Macedônia em 334 a.C. com a ajuda de uma antiga rainha da região, Ada da Cária, que fora deposta pelo Império Aquemênida e ajudou ativamente Alexandre em sua conquista na condição de ser reinstalada como rainha. Depois da conquista, ela declarou Alexandre seu herdeiro.

### Domínio romano e bizantino
Já parte do Império Romano, o nome "Cária" ainda era utilizado para designar uma região geográfica, mas o território, administrativamente, estava incorporado na província da Ásia. Durante as reformas administrativas do século IV, a Ásia foi dividida em diversas províncias menores, entre elas a recém-criada Província da Cária, subordinada à Diocese da Ásia, que era, por sua vez, parte da Prefeitura pretoriana do Oriente.
O cristianismo demorou bastante para se espalhar pela Cária. A região não foi visitada por Paulo de Tarso e as únicas igrejas primitivas ali parecem ter sido as de Laodiceia e Colossas (Chonae), no interior e que também apresentava seus próprios costumes pagãos. É possível que tenha sido somente depois que o cristianismo tornou-se a religião oficial em Constantinopla que a nova religião finalmente começou a avançar na Cária.
No século VII, as províncias romanas foram todas abolidas e o novo sistema de temas (unidades administrativas civis e militares) foi introduzido. A região da antiga Cária passou para o controle do Tema Tracesiano e dos marinheiros carabisianos.

#### Sés episcopais
As sés episcopais da província que aparecem no Annuario Pontificio como sés titulares são:
- Alabanda
- Alinda (Demircideresi)
- Amizon
- Anatetarte
- Antioquia no Meandro
- Apolônia
- Bargília (ruínas em Asarlik)
- Halicarnasso
- Ceramo
- Cibira (Horzum)
- Cidramo (ruínas perto de Bucak)
- Cnido
- Eriza (Dereköy, Aydın)
- Harpasa (ruínas de Harpaskale)
- Heracleia no Latmos (Kapikiri)
- Heracleia Salbace (Makuf)
- Hieron (Avsarkale)
- Hilarima (Kaproklar)
- Iasos
- Lórima
- Metaba
- Mileto
- Milasa
- Mindo
- Neápolis na Cária (Yenipazar)

### Domínio otomano
No início do século XIII, a região da Cária foi capturada pelo Beilhique de Mentexe.
Há apenas pistas indiretas sobre a estrutura populacional sobre o período de Mentexe e sobre a importância das migrações turcas das regiões interiores e das conversões ao islamismo, mas os registros do primeiro censo do Império Otomano indicam, numa situação que não era atípica em toda a Anatólia, uma maioria muçulmana (praticamente toda turca) alcançando percentagens tão altas quanto 99% e uma minoria não-muçulmana (praticamente toda grega e mais uma pequena comunidade judaica em Milas) quase desprezível. Um dos primeiros atos dos otomanos ao tomarem a Cária foi transferir o centro administrativo de sua sede milenar em Milas para a então muito menor Muğla, que estava melhor equipada para controlar a extremidade meridional da província. Ainda chamada de Mentexe nas décadas iniciais do século XX, os kazas correspondentes à antiga Cária aparecem nas fontes como tendo uma população grega de por volta de dez por cento do total, entre 10 000 e 18 000 pessoas, muitas das quais, segundo os relatos, imigrantes recentes vindos das ilhas. A maioria preferiu partir em 1919, antes da troca de populações entre a Grécia e a Turquia que ocorreria nos anos seguintes.